# Deinococcus radiodurans
El Deinococcus radiodurans (antes Micrococcus radiodurans) es una bacteria extremófila, y el segundo organismo conocido más resistente a la radiación siendo el primero el Thermococcus gammatolerans. Mientras que una dosis de 10 Gy es suficiente para matar a un ser humano, y una dosis de 300 Gy es capaz de matar al 90% las células en una colonia de E. coli, la D. radiodurans puede recibir una dosis instantánea de hasta 2200 Gy con el mismo 90% de pérdida de viabilidad. Además, puede sobrevivir en condiciones de calor, frío, deshidratación, vacío y ácido. Debido a estas características, se ha sugerido que estas bacterias podrían ser capaces de sobrevivir en el espacio exterior, y en 2020 se comprobó que —empaquetadas en bolitas desecadas— una proporción considerable puede sobrevivir en dicho entorno por no menos de 3 años.
El término deinobacteria ha sido reemplazado por deinococo basándose en la evaluación de secuencias ribosómicas de ARN. Algunas otras especies dentro del género han sido descritas, siendo bacterias resistentes al calor como la Thermus; el grupo es conocido como Deinococcus-Thermus.

## Historia
D. radiodurans fue descubierto en 1956 por A.W. Anderson en el Oregon Agricultural Experiment Station de Corvallis, Oregón. Allí se estaban realizando experimentos para determinar si alimentos enlatados podían esterilizarse usando altas dosis de radiación gamma. Una lata de carne fue expuesta a una dosis de radiación pensada para destruir todas las formas conocidas de vida, pero la carne se estropeó. Los Deinococcus radiodurans fueron aislados de la carne.

## Mecanismos de resistencia a la radiación
El Deinococcus resiste la radiación, almacenando múltiples copias de su genoma y teniendo rápidos mecanismos de reparación del ADN. A consecuencia de su resistencia, esta bacteria ha recibido el apodo de "Conan the Bacterium" (inspirándose en Conan the Barbarian); su nombre oficial significa literalmente "baya extraña que soporta la radiación".
Una pregunta recurrente acerca del D. radiodurans es cómo un organismo ha podido desarrollar un grado tan alto de resistencia a la radiación. Los niveles de radiación en la naturaleza son, por lo general, muy bajos (la radiación más alta conocida es de sólo 200 mGy al año, localizada cerca de Ramsar, Irán). Con unos niveles naturales tan bajos de radiación, es poco probable que los organismos desarrollen mecanismos específicos para protegerse de la alta radiación.
Valerie Mattimore y John R. Battista. de la Universidad Estatal de Luisiana, han sugerido que la  radiorresistencia del D. radiodurans es un simple efecto colateral de un mecanismo para tratar la desecación celular prolongada. Para probar esta hipótesis, realizaron un experimento en el cual demostraron que las cepas mutadas del D. radiodurans que eran susceptibles de daño a causa de la radiación eran también susceptibles de daño a causa de la desecación prolongada, mientras que la cepa original era resistente a ambos fenómenos. Además de la reparación del ADN, el D. radiodurans usa la proteína LEA (Late Embryogenesis Abundant) para protegerse de la desecación.
Michael Daly, de la Universidad de Ciencias de la Salud, sugiere que la bacteria al contener grandes cantidades de manganeso en el citoplasma y bajas concentraciones de hierro, promueven la resistencia al proteger las proteínas, pero no el ADN, del daño oxidativo producido por la radiación ionizante.
Análisis a través del microscopio electrónico han mostrado que el ADN del D. radiodurans está organizado en toroides estrechamente empaquetados, lo cual podría facilitar la reparación del mismo.

## Aplicaciones
Utilizando ingeniería genética, los deinococos se han utilizado en biorremediación para consumir y digerir disolventes y metales pesados, incluso en espacios altamente radiactivos. El gen bacteriano mercúrico reductor de la Escherichia coli se ha clonado en el deinococo para desintoxicar el mercurio iónico encontrado frecuentemente en desechos radiactivos resultantes de la fabricación de armas nucleares. Los mismos ingenieros desarrollaron una especie de deinococo capaz de desintoxicar el mercurio y el tolueno en desechos radiactivos mezclados.
Los biólogos Miroslav Radman y Matthew Meselson han especulado con la posibilidad de que los mecanismos de reparación del ADN del D. radiodurans pudieran incorporarse en el genoma de especies superiores con el fin de producir el rejuvenecimiento de dichas especies.